# Fuhr (Radevormwald)
Fuhr ist eine Hofschaft in Radevormwald im Oberbergischen Kreis im nordrhein-westfälischen Regierungsbezirk Köln in Deutschland.

## Lage und Beschreibung
Die Hofschaft liegt im Norden des Stadtgebiets unmittelbar neben der benachbarten Hofschaft Im Kamp. Weitere Nachbarorte heißen Sondern, Altenhof, Eistringhausen und Önkfeld.
Fuhr liegt an der Kreisstraße 6 und ist über eine kleine Zufahrtsstraße zu erreichen, die zuvor Im Kamp durchquert, sowie von einer Zufahrtsstraße, die von der Landesstraße 310 abzweigt.
Im Norden der Hofschaft entspringt der in den Eistringhauser Bach mündende Fuhrer Bach.
Fuhr gehört zum Schulbezirk der Gemeinschaftsgrundschule Wupper. Weiterhin ist Fuhr bezüglich der politischen Vertretung dem Stimmbezirk 173 in Radevormwald zugeordnet.

## Geschichte
1520 wurde der Ort das erste Mal urkundlich in "Kirchenrechnungen" erwähnt. Die Erstnennung war up der Voer.
1815/16 besaß der Ort 28 Einwohner. 1832 gehörte der Ort zum Kirchspiel Remlingrade des ländlichen Außenbezirks der Bürgermeisterei Radevormwald. Der laut der Statistik und Topographie des Regierungsbezirks Düsseldorf als Weiler kategorisierte Ort besaß zu dieser Zeit vier Wohnhäuser. Es lebten 35 Einwohner im Ort, vier katholischen und 31 evangelischen Glaubens. 1888 sind in dem Gemeindelexikon der Rheinprovinz vier Wohnhäuser mit 18 Einwohnern verzeichnet.